# Mesura del temps a l'Antic Egipte
Els egipcis van ser un dels primers pobles a dividir els dies en parts iguals, emprant per a la mesura del temps instruments com a rellotges de sol i merjets, unes plomades utilitzades pels astrònoms del període.

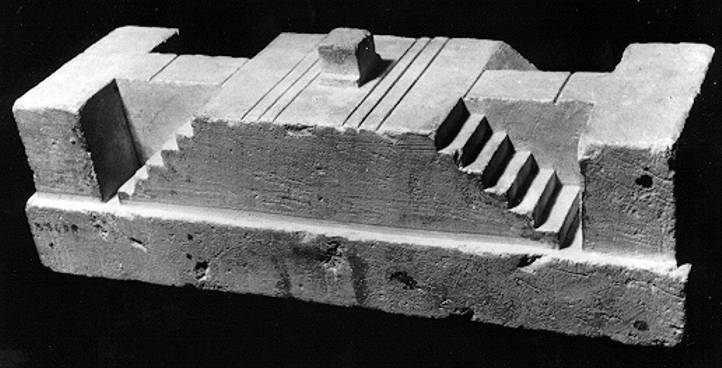
Rellotge solar egipci.

## Rellotges de sol

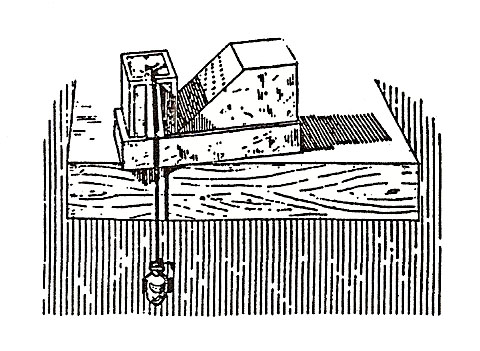
Rellotge de sol transportable.

Malgrat l'atribució d'Heròdot de 430 a. C. de la invenció del rellotge de sol als babilonis, el rellotge més antic que es coneix, fet d'esquist verd, és d'origen egipci. Després, van entrar en ús altres models de rellotges de sol en 1500 a. C. El rellotge de sol dividia el dia en 10 parts, amb dues hores de crepuscle addicionals durant el matí i la tarda. Constava d'una tija llarga dividida en 6 parts, i una barra elevada que projectava una ombra sobre les marques. Aquest rellotge s'orientava a l'est durant el matí, mentre al migdia es girava cap a l'oest, mesurant com el sol es posava en la direcció oposada. Els obeliscos van ser els dissenys públics més grans de rellotges de sol; hi havia indicadors al seu voltant que marcaven unitats de temps i indicaven el matí, la tarda, el solstici d'estiu, (el dia més llarg de l'any) i el solstici d'hivern (el dia més curt de l'any).

## Rellotges d'aigua

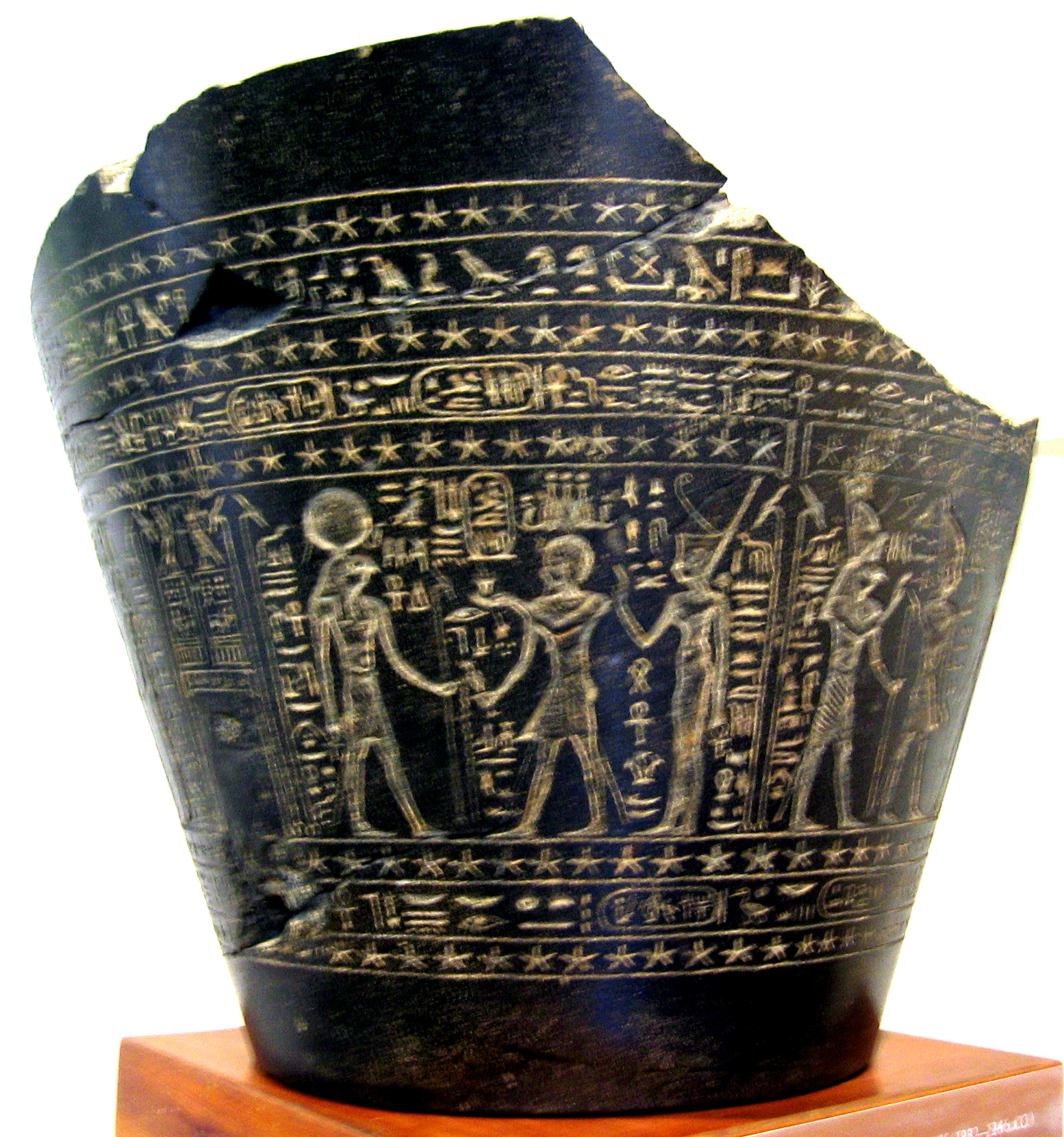
Clepsidra ptolemaica.

També hi ha proves sobre l'ús de clepsidres a l'antic Egipte. Una de les primeres, que data d'aproximadament 1500 a. C., es va trobar en la tomba del faraó Amenhotep I. La seva creació s'atribueix a un artesà anomenat Amenemhat. Els primers rellotges d'aigua tenien forma de bol, amb un petit forat en la part inferior: l'atuell surava sobre l'aigua i s'omplia. En el seu interior hi havia inscripcions que mesuraven el pas de les hores, marcant-ne fins i tot els intervals, quan el nivell de l'aigua les fregava. Aquests rellotges eren útils per als sacerdots, ja que podien mesurar el temps amb precisió en totes les estacions i fins i tot durant la nit, la qual cosa era molt important per determinar en quin moment havien de dur a terme cerimònies i ritus religiosos.

## Merjets
Usant unes plomades anomenades merjets, els egipcis podien determinar l'hora durant la nit, sempre que els estels fossin visibles. Usats des d'almenys el 600 a. C., dos d'aquests instruments estaven alineats amb l'Estel Polar, indicant un meridià. Observant com uns determinats estels creuaven la línia creada amb els merjets, es podia calcular amb precisió l'hora.

## Calendari
El calendari conegut com a nilòtic se centrava en les fluctuacions anuals del Nil i el seu objectiu era la regulació del treball agrícola durant l'any. Els egipcis definien l'any com el temps necessari per a la collita i el jeroglífic que ho representa és una espiga (renpet).
El calendari egipci es basava en cicles lunars (de trenta dies). L'any es va dividir en tres temporades d'acord amb les inundacions del Nil i el seu impacte sobre el medi ambient: 
- Ajet: «inundació» (3ḫt)
- Peret: «emergència de la terra» (prt), la disminució del nivell del Nil, la germinació, hivern.
- Shemu: «calor» (šmw) temporada de collita, estiu.

Cada temporada incloïa quatre mesos de trenta dies cadascun. Els cinc dies restants (sis des de l'època dels romans) van ser anomenats Heru-Renpet (epagómenos en grec), i s'afegien al final del calendari, entre l'últim dia de la temporada Shemu i el primer dia de la temporada Ajet. Cada mes es dividia en tres dècades, i els dies eren de vint-i-quatre hores.